# محمد نوري الكيلاني
الشّريف/السيّد محمد نوري باشا بن أحمد بن عبد الوهاب الكيلاني‌ (1836- 1908 م) (1252 - 1326 هـ) عالم مسلم وقاضي وشاعر وناثر سوري من أهل القرن التاسع عشر الميلادي. ولد في حماة وينتمي إلى آل الكيلاني وتعلّم فيها وفي حلب، وأجازه شيوخه إجازةٌ عامّة في الرواية عنهم. تولّى مهمّات إدارية وقضائية مختلفة، منها نقابة الأشراف، وعضوية مجلس الدعاوى، ورئاسة محكمة الأجزاء. منحه السلطان عبد الحميد رتبة ميرميران. توفّي في حماة. له ديوان شعر، وعدة كتب.

## سيرته
ولد محمد نوري بن أحمد بن عبد الوهاب الكيلاني بمدينة حماة سنة 1252 / 1836 م. تعلم القرآن والكتابة مع دراسة النحو وفروع الفقه الحنفي، وتلقى علوماً شتى على أعلام عصره في حماة وحلب، وأجازه شيوخه إجازة عامة في الرواية عنهم.

تولى عدة أعمال في أزمنة مختلفة منها نقابة الأشراف وعضوية مجلس الدعاوي وعضوية مجلس الإدارة ورئاسة البلدية ومأمورية النفوس ورئاسة محكمة الجزاء. 

عمل عضوًا في مجلس حكومة حماه في 1858، كما تولى نقابة الأشراف بعد والده، وعين ناظرًا على نفوس لواء حماه في 1861، وتولى مجلس الدعاوي ثم رئاسته، وكلف بتولي نظارة مكتب الرشدية لتعليم أطفال حماه في 1871، وتولى محكمة بداية حماه للمرة الثانية في سنة 1878.

سافر بطلب من السلطان عبد الحميد الثاني إلى إسطنبول، وعين في دائرة الرسومات، ووجهت إليه رتبة ميرميران.

كان له دروس للحديث في جامع البحصة بحماه مدة شهر رمضان، وجمعته علاقات مميزة مع أعلام عصره، ونال إجازة الأمير عبد القادر الجزائري.
توفي في حماة سنة 1326 هـ / 1908م، ودفن في مقبرة الأسرة الكيلانية.

## شعره
له ديوان شعر محفوظ، وقد لخص محمد صالح بن محمد الأشرفي الحموي أشعاره وأدبه في كتاب سماه الروضة الشهية بتلخيص الأشعار النورية
وله بديعيته مع شرحها، سماها البديعية النورية في مدح خير البرية في مجلد ضخم. عمومًا يوصف بأنه كان شاعراً وأديباً «مفاضلاً من هواة مجالس الأدب والطرب، وكم كان له فيها من مطارحات حسنة لم يزل عارفوه يتحدثون عنها في كل مناسبة، ويتناقلالناس عنهم أحاديثها مع أحاديث جوده وكرم ضيافته، ولشعراء عصره على اختلاف بلدانهم مدائح كثيرة فيه، منهم الشاعر محمد الهلالي الحموي.» وفي ديوان شعره قصائد وتخاميس وتشاطير وموشحات ومواليا ودوبيت نظمها في شتى المناسبات،

ذکرت في معجم البابطين بأنه«شاعر غزير الإنتاج، لم يتجاوز نظمه المألوف من أغراض عصره أو ثقافته التركية، نظم في المدائح النبوية والإخوانيات، والموشحات والمواليا والدوبيت، ومال إلى التشطير والتخميس ونظم التاريخ، وتجلت عاطفته الذاتية في بعض قصائده، اعتمد البديعيات أسلوبًا وتجلت في بعض منها لمحات فنية محددة لأسلوبه الخاص في تشكيل منظوماته، وله بديعيتان التزم في الأولى المورى به ضمن البيت متبعًا طريقة ابن حجة الحموي وعبد الغني النابلسي، وعزالدين الموصلي، وجعل الثانية على طريقة عائشة الباعونية.»

## رتبه وجوائزه
- 1877: منحته الدولة العثمانية رتبة مولوية أزمير المجردة
- نال رتبة مير ميران (أمير الأمراء) والنيشان العثماني مع عضوية جمعية الرسومات السنية في الآستانة
- 1897: أحرز رتبة الباشوية. [4]

## مؤلفاته
- ديوان شعر، مخطوط
- ذيل على تاريخ أبي الفداء ملك حماة سماه: المعتبر على تكمله المختصر من أخبار البشر
- أحسن ما قنيت، تاريخ أهل البيت
- الكواكب الدرية في السلسلة المحمدية وأهلها الجيلانية
- نديمة الخاطر للفقير محمد نوري الكيلاني من الأحوال والشعر غير المتواتر